# Johannes Bronkhorst

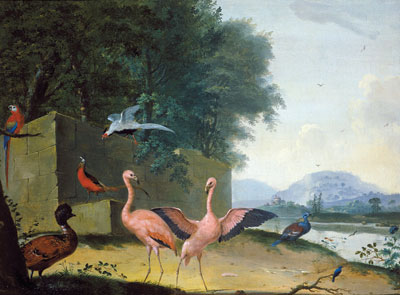
Gruppo di uccelli esotici

Johannes (van) Bronckhorst o Bronkhorst (Leida, 1648 – Hoorn, 5 agosto 1727) è stato un incisore, pittore e disegnatore olandese specializzato nella tecnica dell'acquerello.

## Biografia
Era probabilmente figlio di Pieter van Bronckhorst, essendo il padre morto nel 1661.
Lavorò inizialmente a Leida nel 1663, ma subito si spostò ad Haarlem, dove lavorava anche nella pasticceria di un cugino e dove rimase fino al 1670, anno in cui si trasferì a Hoorn. Qui proseguì sia l'attività artistica che quella di pasticciere fino alla morte nel 1727.
Dipinse soggetti di genere, contadini, uccelli, insetti e fiori. Inoltre collaborò alla documentazione della collezione di piante, fiori ed uccelli di Vijverhof, la tenuta di Agnes Block.
Furono suoi allievi Hendrik Graauw e Herman Henstenburgh e suo seguace Hendrik Bronkhorst.

## Opere
- Gruppo di uccelli esotici, olio su tela, 55,2 × 73 cm